# Cleator Moor Celtic F.C.
Cleator Moor Celtic FC là một câu lạc bộ bóng đá có trụ sở tại Cleator Moor, Cumbria, Anh. Đội bóng hiện thi đấu tại West Lancashire League Premier Division và có sân nhà ở McGrath Park, Birks Road, Cleator Moor.

## Thành tích
- FA Cup
  - Vòng một mùa giải 1950–51[1]
- FA Vase
  - Vòng hai mùa giải 1986–87

Cumberland Senior Cup
- Nhà vô địch các mùa giải 1986-87, 1998-99, 2017-18
- Á quân các mùa giải 1988-89, 1990-91, 1995-96, 2006–07